# Mark Paston
Mark Paston (13 de diciembre de 1976 en Hastings) es un exfutbolista neozelandés que jugaba de arquero. 
Fue el arquero titular de los All Whites en la Copa Mundial de Sudáfrica 2010, donde los neozelandeses no cayeron en ninguna de sus tres presentaciones.
Anunció su retiro de la actividad profesional al término de la temporada 2012/13, aunque no descartó la chance de seguir jugando con la selección de Nueva Zelanda. Finalmente, en agosto de 2013, decidió alejarse de la selección.

## Carrera
Debutó en 1997 en el Napier City Rovers, club con el que ganó la Liga Nacional de Nueva Zelanda en 1998 y 2000 y la Copa Chatham en las ediciones del 2000 y 2002. Además, disputó el Campeonato de Clubes de Oceanía 2001 en el que el Napier consiguió el tercer puesto.
En 2003 se trasladó a Inglaterra tras firmar con el Bradford City, que en ese entonces militaba en la Football League First Division, segunda división del sistema que regía en esa época. El club realizó una temporada paupérrima y descendió tras cosechar 36 puntos de 138 en juego.
En 2004, como consecuencia de los problemas financieros que sufría el Bradford, fue vendido al Walsall, uno de los dos equipos que, junto con el Bradford City había descendido a tercera división. La temporada fue algo irregular y el club terminó 14.º de 24 equipos participantes.
Abandonó Inglaterra en 2005 para jugar en Escocia, más específicamente en el St. Johnstone, aunque solo disputó tres partidos, por lo que dejó el club en 2006.
Regresó a su país natal, Nueva Zelanda, firmando con el New Zealand Knights, única franquicia neozelandesa en la A-League de Australia. Las pésimas actuaciones del club en la liga, y la baja asistencia a los estadios marcaron el fin de los NZ Knights para mediados de 2007. En su reemplazo surgió el Wellington Phoenix, que mantenía el mercado neozelandés de la A-League, Mark Paston fue contratado por los Nix para la temporada inaugural, y se mantuvo en el equipo wellingtoniano hasta su retiro en 2013.

### Clubes
| Club                        | País          | Año         |
| --------------------------- | ------------- | ----------- |
| Napier City Rovers          | Nueva Zelanda | 1997 - 2003 |
| Bradford City               | Inglaterra    | 2003 - 2004 |
| Walsall Football Club       | Inglaterra    | 2004 - 2005 |
| St. Johnstone Football Club | Escocia       | 2005 - 2006 |
| New Zealand Knights         | Nueva Zelanda | 2006 - 2007 |
| Wellington Phoenix          | Nueva Zelanda | 2007 - 2013 |

### Selección nacional
Jugó su primer partido en representación de Nueva Zelanda el 21 de septiembre de 1997, en la derrota 5-0 a manos de Indonesia. Sin embargo, no reapareció en los All Whites hasta 2003, cuando los principales arqueros neozelandeses se encontraban lesionados. Desde ese entonces, compitió con Glen Moss por la titularidad en el arco de Nueva Zelanda, una competencia que se prolongó 10 años, hasta el fin de la carrera internacional de Paston, en 2013.
Fue parte de las plantillas neozelandesas que disputaron la Copa FIFA Confederaciones 2003 y la Copa de las Naciones de la OFC 2004, donde Nueva Zelanda tuvo actuaciones negativas.
En 2008 logró su primer y único título internacional al conquistar la Copa de las Naciones de la OFC 2008, que a su vez era parte de la clasificación de OFC para la Copa Mundial de Fútbol de 2010. Gracias a este título, disputó la Confederaciones 2009, formando parte del 11 inicial que conquistó el único punto de Nueva Zelanda en esa competición. Ese mismo año, debido a la suspensión de Moss, fue titular en el repechaje ante Baréin, allí Paston no recibió ningún tanto en las dos presentaciones, además de atajar un penal en la vuelta que mantuvo la ventaja neozelandesa hasta el final, permitiéndole a los Kiwis clasificar a la Copa Mundial nuevamente luego de 28 años. 
En Sudáfrica 2010 Paston atajó en los tres partidos de la fase de grupos, recibiendo solo dos goles, a manos de Eslovaquia e Italia, de penal, mientras que con Paraguay pudo mantener su valla en cero.

## Palmarés

### Napier City Rovers
| Título                         | Año  |
| ------------------------------ | ---- |
| Liga Nacional de Nueva Zelanda | 1998 |
| Liga Nacional de Nueva Zelanda | 2000 |
| Copa Chatham                   | 2000 |
| Copa Chatham                   | 2002 |

### Nueva Zelanda
| Título                         | Año  |
| ------------------------------ | ---- |
| Copa de las Naciones de la OFC | 2008 |